# Burg Tannegg
Die Burg Tannegg, auch Alt-Tannegg genannt, ist eine abgegangene Höhenburg auf einem Bergrücken etwa 1500 Meter östlich von Boll, einem heutigen Stadtteil von Bonndorf im Schwarzwald im Landkreis Waldshut in Baden-Württemberg.

## Geschichte
Die Burg, die durch eine kleine Schlucht getrennt unweit östlich der Burg Neu-Tannegg liegt, wurde von den Edelfreien von Tannegg erbaut und ging später an die niedereren Herren von Tannegg über. Nach deren Umzug auf Burg Neu-Tannegg spätestens Ende des 13. Jahrhunderts wurde Alt-Tannegg an die Herren von Blumberg verkauft, danach weiter an die verwandten Herren von Blumegg gefolgt von den Herren von Wolfurt und von diesen an die Rechberger. Die Witwe des Johann von Rechberg, Elisabeth von Werdenberg-Sargans, verkaufte 1467 Alt- und Neu-Tannegg an die Grafen von Lupfen. Die 50 mal 10 Meter große Burganlage mit Kern- und Vorburg, von der keine Mauerreste mehr sichtbar sind, war da bereits verlassen.
Der Burgstall Tannegg liegt nicht weit westlich vom Standort der Hörnleburg bei Ewattingen, die gleichfalls am Südrand der Wutachschlucht liegt.

## Wappen
Das Wappen der jüngeren Herren von Tannegg von 1448 zeigt mit silbernem Helm einen goldenen Schild mit drei grünen Tannen auf drei schwarzen Hügeln. Die Helmdecke ist schwarz-gold mit drei Tannen.